# Patrik Nilsson (triathlet)
Patrik Nilsson, född 29 augusti 1991 i Saltsjöbaden, är en svensk tidigare triathlet. Han vann sex Ironmansegrar 2014–2021.
Patrik Nilsson var som ung aktiv som tävlingssimmare och övergick 2013 till triathlon. År 2015 slog han svenskt rekord i triathlon i Ironman Sweden och blev 2015 femma i VM.
Han deltog 2017 i Ironman Hawaii, där han blev åtta, och vann 2019 Ironman Texas.